# Lenox (Georgia)
Lenox è una città degli Stati Uniti d'America, situata in Georgia, nella Contea di Cook.